# مالیتوآ تانومافیلی دوم
مالیتوآ تانومافیلی دوم (انگلیسی: Malietoa Tanumafili II; زاده ۴ ژانویهٔ ۱۹۱۳ – درگذشته ۱۱ مهٔ ۲۰۰۷) سیاست‌مدار اهل ساموآ بود. وی از ۱ ژانویه ۱۹۶۲ تا ۱۱ مه ۲۰۰۷ بر این کشور حکمرانی کرد.
مالیتوآ تانومافیلی دوم در ۱۱ مه ۲۰۰۷، در سن ۹۴ سالگی بر اثر سکته قلبی ناشی از سینه‌پهلو درگذشت. وی در هنگام مرگ پیرترین حاکم جهان بود.